# Talal Silo
Pour les articles homonymes, voir Silo.
Talal Ali Silo (en arabe : طلال علي سلو, également orthographié Telal Silo ou Talal Sallou, né en 1965) est un ancien colonel des forces syriennes et ancien porte-parole officiel des Forces Démocratiques Syriennes, jusqu'à sa capture, ou sa défection auprès de l'armée turque. M. Silo, un turkmène, a été le porte-parole des SDF à partir de 2014 et ceci jusqu'en novembre 2017, représentant ainsi les principales campagnes et batailles des FDS.
Silo a ensuite données des interview au quotidien pro-Erdogan Sabah, avec des déclarations suivant la ligne officielle turque sur le conflit syrien et son théatre nord,,.